# Spanți, Gabrovo
Spanți (în bulgară Спанци) este un sat în comuna Gabrovo, regiunea Gabrovo,  Bulgaria. 

## Demografie
Componența etnică a satului Spanți
     Bulgari (92,85%)
     Nicio identificare (7,14%)
     Altele (0%)
La recensământul din 2011, populația satului Spanți era de 14 locuitori. Din punct de vedere etnic, majoritatea locuitorilor (92,85%) erau bulgari. Pentru 7,14% din locuitori nu este cunoscută apartenența etnică.